# Wilhelm Traugott Krug
Wilhelm Traugott Krug (Radis, 22 de junio de 1770 - Leipzig, 12 de enero de 1842) fue un filósofo y escritor  alemán. Se le considera parte de la escuela de lógica kantiana.

## Vida
Krug nació el 22 de junio de 1770 cerca de Wittenberg en una familia de agricultores. Estudió en la Universidad de Wittenberg con Franz Volkmar Reinhard y Karl Gottfried Jehnichen, en Jena con Karl Leonhard Reinhold, y en Göttingen. Después de terminar sus estudios, fue empleado como profesor adjunto en la Universidad de Wittenberg.
De 1801 a 1804, Krug fue profesor de filosofía en Frankfurt (Oder), después de lo cual sucedió a Immanuel Kant en la cátedra de lógica y metafísica en la Universidad de Königsberg. Desde 1809 hasta su muerte fue profesor de filosofía en la Universidad de Leipzig. Luchó en la Guerra de Liberación (Guerra de la Sexta Coalición) (1813–14) como capitán de cazadores montados. Se convirtió en el sucesor de Kant en la Universidad de Königsberg después de que la facultad de filosofía lo eligiera para la cátedra de lógica y metafísica de Kant.
Murió en Leipzig el 12 de enero de 1842.

## Punto de vista
En filosofía, el método de Krug era psicológico; intentó explicar el ego examinando la naturaleza de su reflejo sobre los hechos de la conciencia. El ser nos es conocido sólo a través de su presentación en conciencia; conciencia sólo en su relación con ser. Sin embargo, tanto el Ser como la Conciencia nos son inmediatamente conocidos, como también la relación que existe entre ellos. Mediante esta Síntesis Trascendental propuso reconciliar el Realismo filosófico el Idealismo, y destruir la dificultad tradicional entre el pensamiento trascendental, o puro, y las cosas en sí mismas.
Krug desafió a Schelling a deducir su pluma. Formaba parte de sus objeciones empiristas a la nueva filosofía idealista. Al hacerlo, desafió la idea de que cosas particulares, perceptualmente reales, podrían conocerse lógicamente a partir de conceptos generales. Incitó a Georg Wilhelm Friedrich Hegel a emitir una respuesta crítica y lo obligó a abordar la cuestión del conocimiento de los singulares.
Beiträge zur Geschichte der Philosophie des XIX. Jahrhunderts (1835-1838) contiene críticas a Hegel y  Schelling.
Krug fue un escritor prolífico sobre una gran variedad de temas, sobresaliendo como divulgador más que como pensador original. Su trabajo estimuló la libertad de pensamiento en la religión y la política, y fue un firme partidario de la emancipación judía.

## Vida personal
En 1804, Krug se casó con Wilhelmine von Zenge (1780-1852), la hija mayor de un general de división prusiano. Tuvieron seis hijos. Wilhelmine se había comprometido previamente con Heinrich von Kleist.

## Obras principales
- Briefe über den neuesten Idealism. Eine Fortsetzung der Briefe über die Wissenschaftslehre (1801)
- Entwurf eines neuen Organon's der Philosophie oder Versuch über die Principien der philosophischen Erkenntniss (1801)
- Fundamentalphilosophie (1803)
- System der theoretischen Philosophie (1806–1810):
  - Denklehre oder Logik (1806)
  - Erkenntnisslehre oder Metaphysik (1808)
  - Geschmackslehre oder Aesthetik (1810)
- Geschichte der Philosophie alter Zeit, vornehmlich unter Griechen und Römern (1815; 2nd ed., 1825)
- System der praktischen Philosophie (1817–1819):
  - Dikäologie oder philosophische Rechtslehre (1817)
  - Aretologie oder philosophische Tugendlehre (1818)
  - Eusebiologie oder philosophische Religionslehre (1819)
- Handbuch der Philosophie und der philosophischen Literatur (1820-1821; 3rd ed., 1828)
- Meine Lebensreise (1825, 2nd ed., 1842), autobiography[10]
- Allgemeines Handwörterbuch der philosophischen Wissenschaften (1827-1834; 2nd ed., 1832-1838)
- Gesammelte Schriften (1830-1841; Collected works in 12 volumes): 
  - 1-2: Theologische Schriften (1830)
  - 3-6: Politische und juridische Schriften (1834-1836)
  - 7-9: Philosophische Schriften (1839)
  - 10-12: Enzyklopädische und vermischte Schriften (1841)
- Universalphilosophische Vorlesungen für Gebildete beiderlei Geschlechts (1831)
- Beiträge zur Geschichte der Philosophie des XIX. Jahrhunderts (1835-1838):
  - Schelling und Hegel oder die neueste Philosophie im Vernichtungskriege mit sich selbst begriffen (1835)
  - Ueber das Verhältniß der Philosophie zum gesunden Menschenverstande, zur öffentlichen Meinung und zum Leben selbst, mit besonderer Hinsicht auf Hegel (1835)
  - Der hallische Löwe und die marzialischen Philosophen unserer Zeit oder neuester Krieg auf dem Gebiete der Philosophie (1838)

Para obtener una bibliografía de los escritos de Krug, consulte su autobiografía. Lebensreise (1842, pp. 343–360).